# Font del Botxer
La Font del Botxer es troba al Parc de la Serralada Litoral, la qual és també coneguda com a Font de la Cornisa.

## Descripció
És un petit broc metàl·lic entaforat a la roca, reomplert de ciment en alguns punts fins a formar un muret allisat. L'aigua cau en una senzilla conducció que la duu a un petit bassal que serveix d'abeurador a la fauna. L'aigua prové d'una mina que hi ha damunt de la font i es canalitza per abastir un dipòsit per a l'extinció d'incendis forestals, que es pot veure al turó de Can Colomer mirant avall en direcció oest. És una de les poques fonts del parc que rarament queda seca del tot, encara que, a vegades, es talla l'aigua per reomplir el dipòsit.

## Curiositats
Tot i que el seu nom és Font del Botxer, també podria ser Botjar (camp de botges, arbust comú en aquesta zona) o Botxí (un ocell habitual del Parc de la Serralada Litoral), ja que hi ha discrepàncies entre la gent de Teià pel que fa a la seua denominació. La casa que hi ha a sota la pista, mirant cap a Teià, és el Botxer d'en Nifa: com en tants altres llocs més o menys discrets de la serralada i durant la primera meitat del segle xix s'hi feia moneda falsa de coure.

## Observacions
L'ADF de Teià fa un seguiment dels cabals de diverses fonts del municipi per tal de mantindre diversos punts d'emmagatzematge d'aigua per fer-los servir en l'extinció d'incendis forestals. En el control efectuat durant la darrera setmana del mes de juny del 2015 es va establir que el cabal d'aquesta font era de 2.880 litres al dia.

## Accés
És ubicada a Teià: situats al Mirador de la Cornisa, baixem 450 metres en direcció a Teià. A la dreta, un petit canyar, una mata de joncs i un marge de pedra estret i alt delaten la ubicació de la font. Tot el conjunt és molt discret i pot passar desapercebut. Coordenades: x=443488 y=4596349 z=402.